# Поча (приток Кокшеньги)
Поча — река в России, протекает в Тарногском районе Вологодской области. Левый приток реки Кокшеньга (бассейн Северной Двины). Длина реки — 6 км.
Образуется слиянием рек Западная Поча и Восточная Поча. Течёт на северо-восток. Впадает в Кокшеньгу неподалёку от деревни Анциферовская. Устье реки Поча расположено в 137 км по левому берегу Кокшеньги.